# Championnat de France amateurs de football 1966-1967
Navigation
Division Nationale 1965-1966 Division Nationale 1967-1968
Le championnat de France amateurs de football 1966-1967 est la 29e édition du championnat de France amateurs, organisé par la Fédération française de football.
Il s'agit de la 19e édition disputée sous forme de championnat annuel, appelé Division Nationale, qui constitue alors le premier niveau de la hiérarchie du football français amateur.
La compétition est remportée par l'US Quevilly.

## Phase de groupes
- Relégation en ligue régionale.
- Participe à la phase finale de la compétition.
- Participe à la finale de la phase finale.

### Groupe Nord
L'UA Sedan-Torcy remporte le groupe Nord.
| Rang | Équipe                  | Pts | J  | G  | N | P  | Bp | Bc | GA    |
| ---- | ----------------------- | --- | -- | -- | - | -- | -- | -- | ----- |
| 1    | UA Sedan-Torcy          | 35  | 22 | 15 | 5 | 2  | 52 | 16 | 3,250 |
| 2    | AC Cambrai              | 34  | 22 | 15 | 4 | 3  | 44 | 22 | 2,000 |
| 3    | Amiens SC               | 26  | 22 | 10 | 6 | 6  | 35 | 26 | 1,346 |
| 4    | CA Montreuil            | 26  | 22 | 12 | 2 | 8  | 32 | 27 | 1,185 |
| 5    | AS Aulnoye              | 24  | 22 | 10 | 4 | 8  | 32 | 28 | 1,143 |
| 6    | US Tourcoing            | 22  | 22 | 9  | 4 | 9  | 39 | 34 | 1,147 |
| 7    | SC Abbeville            | 22  | 22 | 7  | 8 | 7  | 37 | 37 | 1,000 |
| 8    | Stade saint-germanois   | 20  | 22 | 8  | 4 | 10 | 34 | 27 | 1,259 |
| 9    | Olympique Saint-Quentin | 20  | 22 | 8  | 4 | 10 | 28 | 34 | 0,824 |
| 10   | AS Beauvais             | 19  | 22 | 6  | 7 | 9  | 21 | 29 | 0,724 |
| 11   | CO Saint-Dizier         | 12  | 22 | 3  | 6 | 13 | 17 | 45 | 0,378 |
| 12   | Stade français FC       | 4   | 22 | 1  | 2 | 19 | 12 | 58 | 0,207 |

### Groupe Est
Le FC Sochaux-Montbéliard remporte le groupe Est.
| Rang | Équipe                 | Pts | J  | G  | N  | P  | Bp | Bc | GA    |
| ---- | ---------------------- | --- | -- | -- | -- | -- | -- | -- | ----- |
| 1    | FC Sochaux-Montbéliard | 38  | 26 | 15 | 8  | 3  | 48 | 14 | 3,429 |
| 2    | CS Pierrots Strasbourg | 34  | 26 | 13 | 8  | 5  | 45 | 24 | 1,875 |
| 3    | SO Merlebach           | 32  | 26 | 12 | 8  | 6  | 52 | 43 | 1,209 |
| 4    | AS Strasbourg          | 30  | 26 | 13 | 4  | 9  | 44 | 29 | 1,517 |
| 5    | FC Mulhouse            | 30  | 26 | 11 | 8  | 7  | 35 | 25 | 1,400 |
| 6    | AS Mulhouse            | 30  | 26 | 10 | 10 | 6  | 39 | 36 | 1,083 |
| 7    | RC Strasbourg          | 28  | 26 | 10 | 8  | 8  | 36 | 34 | 1,059 |
| 8    | US Forbach             | 27  | 26 | 11 | 5  | 10 | 42 | 31 | 1,355 |
| 9    | AS Mutzig              | 25  | 26 | 10 | 5  | 11 | 43 | 45 | 0,956 |
| 10   | US Tavaux-Damparis     | 24  | 26 | 10 | 4  | 12 | 33 | 46 | 0,717 |
| 11   | RC France              | 23  | 26 | 9  | 5  | 12 | 37 | 50 | 0,740 |
| 12   | ASP Belfort            | 17  | 26 | 7  | 3  | 16 | 30 | 54 | 0,556 |
| 13   | FC Metz                | 16  | 26 | 5  | 6  | 15 | 28 | 49 | 0,571 |
| 14   | JS Audun-le-Tiche      | 10  | 26 | 2  | 6  | 18 | 20 | 52 | 0,385 |

### Groupe Ouest
L'US Quevilly remporte le groupe Ouest.
| Rang | Équipe           | Pts | J  | G  | N | P  | Bp | Bc | GA    |
| ---- | ---------------- | --- | -- | -- | - | -- | -- | -- | ----- |
| 1    | US Quevilly      | 35  | 22 | 14 | 7 | 1  | 45 | 14 | 3,214 |
| 2    | USM Malakoff     | 29  | 22 | 12 | 5 | 5  | 41 | 31 | 1,323 |
| 3    | Stade brestois   | 27  | 22 | 12 | 3 | 7  | 42 | 33 | 1,273 |
| 4    | Stade rennais UC | 25  | 22 | 10 | 5 | 7  | 35 | 28 | 1,250 |
| 5    | SM Caen          | 24  | 22 | 9  | 6 | 7  | 33 | 25 | 1,320 |
| 6    | Stade lavallois  | 24  | 22 | 10 | 4 | 8  | 31 | 30 | 1,033 |
| 7    | Stade quimpérois | 21  | 22 | 8  | 5 | 9  | 46 | 40 | 1,150 |
| 8    | US Le Mans       | 20  | 22 | 7  | 6 | 9  | 33 | 38 | 0,868 |
| 9    | Évreux AC        | 18  | 22 | 8  | 2 | 12 | 32 | 42 | 0,762 |
| 10   | AS Brest         | 16  | 22 | 7  | 2 | 13 | 25 | 36 | 0,694 |
| 11   | FC Tours         | 14  | 22 | 4  | 6 | 12 | 19 | 44 | 0,432 |
| 12   | FC Rouen         | 11  | 22 | 3  | 5 | 14 | 10 | 31 | 0,323 |

### Groupe Centre
L'Entente BFN remporte le groupe Centre.
| Rang | Équipe               | Pts | J  | G  | N | P  | Bp | Bc | GA    |
| ---- | -------------------- | --- | -- | -- | - | -- | -- | -- | ----- |
| 1    | Entente BFN          | 33  | 22 | 14 | 5 | 3  | 50 | 15 | 3,333 |
| 2    | EDS Montluçon        | 33  | 22 | 15 | 3 | 4  | 46 | 17 | 2,706 |
| 3    | LB Châteauroux       | 27  | 22 | 11 | 5 | 6  | 38 | 25 | 1,520 |
| 4    | AAJ Blois            | 25  | 22 | 10 | 5 | 7  | 36 | 23 | 1,565 |
| 5    | AS Montferrand       | 25  | 22 | 11 | 3 | 8  | 32 | 30 | 1,067 |
| 6    | RC Vichy             | 22  | 22 | 8  | 6 | 8  | 38 | 32 | 1,188 |
| 7    | FA Cournon-le-Cendre | 21  | 22 | 8  | 5 | 9  | 29 | 36 | 0,806 |
| 8    | FC Gueugnon          | 21  | 22 | 8  | 5 | 9  | 33 | 33 | 1,000 |
| 9    | SA Thiers            | 18  | 22 | 7  | 4 | 11 | 34 | 45 | 0,756 |
| 10   | AS Gien              | 16  | 22 | 4  | 8 | 10 | 23 | 38 | 0,605 |
| 11   | CO Avallon           | 14  | 22 | 4  | 6 | 12 | 21 | 53 | 0,396 |
| 12   | Stade riomois        | 9   | 22 | 3  | 3 | 16 | 20 | 53 | 0,377 |

### Groupe Sud-Est
Le GFC Ajaccio remporte le groupe Sud-Est.
| Rang | Équipe                    | Pts | J  | G  | N  | P  | Bp | Bc | GA    |
| ---- | ------------------------- | --- | -- | -- | -- | -- | -- | -- | ----- |
| 1    | GFC Ajaccio               | 36  | 22 | 14 | 8  | 0  | 55 | 16 | 3,438 |
| 2    | CS Cuiseaux               | 28  | 22 | 12 | 4  | 6  | 33 | 24 | 1,375 |
| 3    | FC Annecy                 | 26  | 22 | 9  | 8  | 5  | 28 | 22 | 1,273 |
| 4    | Hyères FC                 | 22  | 22 | 9  | 4  | 9  | 25 | 24 | 1,042 |
| 5    | AS Monaco                 | 22  | 22 | 8  | 6  | 8  | 25 | 28 | 0,893 |
| 6    | AC Arles                  | 21  | 22 | 7  | 7  | 8  | 35 | 36 | 0,972 |
| 7    | US Montélimar             | 21  | 22 | 6  | 9  | 7  | 24 | 25 | 0,960 |
| 8    | FC Villefranche-sur-Saône | 21  | 22 | 7  | 7  | 8  | 24 | 30 | 0,800 |
| 9    | Olympique de Marseille    | 20  | 22 | 6  | 8  | 8  | 23 | 28 | 0,821 |
| 10   | SSMC Miramas              | 19  | 22 | 6  | 7  | 9  | 27 | 37 | 0,730 |
| 11   | CL Dijon                  | 15  | 22 | 2  | 11 | 9  | 19 | 30 | 0,633 |
| 12   | SO Chambéry               | 13  | 22 | 4  | 5  | 13 | 22 | 40 | 0,550 |

### Groupe Sud-Ouest
L'ES Castres remporte le groupe Sud-Ouest.
| Rang | Équipe                | Pts | J  | G  | N | P  | Bp | Bc | GA    |
| ---- | --------------------- | --- | -- | -- | - | -- | -- | -- | ----- |
| 1    | ES Castres            | 29  | 22 | 12 | 5 | 5  | 33 | 18 | 1,833 |
| 2    | SC Challans           | 26  | 22 | 10 | 6 | 6  | 31 | 22 | 1,409 |
| 3    | ESA Brive             | 26  | 22 | 10 | 6 | 6  | 31 | 22 | 1,409 |
| 4    | US Cazères            | 25  | 22 | 10 | 5 | 7  | 29 | 20 | 1,450 |
| 5    | Poitiers PEPP         | 25  | 22 | 10 | 5 | 7  | 31 | 30 | 1,033 |
| 6    | Girondins de Bordeaux | 24  | 22 | 8  | 8 | 6  | 40 | 24 | 1,667 |
| 7    | Stade montois         | 20  | 22 | 8  | 4 | 10 | 37 | 37 | 1,000 |
| 8    | Chamois niortais FC   | 20  | 22 | 7  | 6 | 9  | 25 | 27 | 0,926 |
| 9    | US Saint-Gaudens      | 20  | 22 | 6  | 8 | 8  | 18 | 32 | 0,563 |
| 10   | GC Gond-Pontouvre     | 20  | 22 | 6  | 8 | 8  | 28 | 37 | 0,757 |
| 11   | SO Mazamet            | 15  | 22 | 3  | 9 | 10 | 18 | 29 | 0,621 |
| 12   | EF Bergerac           | 14  | 22 | 3  | 8 | 11 | 18 | 41 | 0,439 |

## Phase finale
En fin de saison, les vainqueurs des groupes sont répartis en deux poules de trois équipes. Les vainqueurs des deux poules s'affrontent ensuite en finale pour désigner le champion de France amateurs.

### Poule A
| Rang | Équipe      | Pts | J | G | N | P | Bp | Bc | GA    |  | Résultats (▼ dom., ► ext.) | USQ | GFCA | ESC |
| ---- | ----------- | --- | - | - | - | - | -- | -- | ----- |  | -------------------------- | --- | ---- | --- |
| 1    | US Quevilly | 3   | 2 | 1 | 1 | 0 | 2  | 0  | ∞     |  | US Quevilly                |     | 0-0  |     |
| 1    | GFC Ajaccio | 3   | 2 | 1 | 1 | 0 | 5  | 0  | ∞     |  | GFC Ajaccio                |     |      | 5-0 |
| 3    | ES Castres  | 0   | 2 | 0 | 0 | 2 | 0  | 7  | 0,000 |  | ES Castres                 | 0-2 |      |     |

L'US Quevilly et le GFC Ajaccio terminent premiers à égalité de points avec un goal average à l'infini. Un match d'appui est donc organisé le 28 mai 1967 sur terrain neutre  pour déterminer l'équipe qui ira en finale. Victorieux du match d'appui, Quevilly se qualifie pour la finale.
| Match d'appui | US Quevilly | 1 – 0   | GFC Ajaccio | Châteauroux                 |                             |
| 28 mai 1967   | Meyer 85e   | (0 – 0) |             | Arbitrage : Pierre Schwinte | Arbitrage : Pierre Schwinte |

### Poule B
| Rang | Équipe                 | Pts | J | G | N | P | Bp | Bc | GA    |  | Résultats (▼ dom., ► ext.) | EBFN | UAST | FCSM |
| ---- | ---------------------- | --- | - | - | - | - | -- | -- | ----- |  | -------------------------- | ---- | ---- | ---- |
| 1    | Entente BFN            | 3   | 2 | 1 | 1 | 0 | 4  | 2  | 2,000 |  | Entente BFN                |      |      | 3-1  |
| 2    | UA Sedan-Torcy         |     | 2 |   |   |   |    |    |       |  | UA Sedan-Torcy             | 1-1  |      |      |
| 3    | FC Sochaux-Montbéliard |     | 2 |   |   |   |    |    |       |  | FC Sochaux-Montbéliard     |      | ?    |      |

### Finale
L'US Quevilly remporte le championnat de France amateurs.
| 4 juin 1967 | US Quevilly                      | 3 – 2   | Entente BFN           | Stade Marcel-Cerdan, Malakoff                |                                              |
|             | Meyer 75e 84e · Beudot 78e (csc) | (0 – 1) | 6e Maravić · 48e Ziak | Spectateurs : 6 000 Arbitrage : Roger Machin | Spectateurs : 6 000 Arbitrage : Roger Machin |